# 新原泰佑
新原泰佑（日语：／ Niihara Taisuke，2000年10月7日—）是日本的一位演員，出身於埼玉縣，所屬事務所是Amuse。他在2018年贏得日本最帥高中生的獎項。2020年7月開始，他加入Amuse。他出演過鎌倉殿的13人等電視劇。

## 演出

### 電視劇
- 櫻之塔 第4話・第7話 - 最終話（2021年5月6日・27日 - 6月10日，朝日電視台）飾演：權藤勝利
- 小道消息 ＃她想知道真正的○○ 第8話（2022年2月24日，富士電視台）飾演：城島恭平
- 前輩，這不叫戀愛！（2022年6月17日 - 8月12日，MBS）飾演：井口春樹
- 永遠的昨日（日语：永遠の昨日）（2022年10月21日 - 12月9日，MBS）飾演：班級委員長
- 大河劇 鎌倉殿的13人 第46回 -（2022年12月4日 - ，NHK）飾演：北條政村
- 夫婦圓滿食譜～不交換嗎？ 僅此一晚～（日语：夫婦円満レシピ〜それでも夫を愛している〜） 第10話・第11話（2022年12月6日・12月13日，東京電視台）飾演：笹井大輔
- 奶奶的憂鬱（日语：グランマの憂鬱） 第3話（2023年4月22日，東海電視台・富士電視台）飾演：星川翔海
- 在生命的盡頭的我們（日语：なれの果ての僕ら）（2023年6月28日 - 9月13日，東京電視台）飾演：杉田將矢
- 閃爍的青春（WOWOW）飾演：小湊亞耶
  - Season1（2023年9月22日 - 11月10日）
  - Season2（2024年1月19日 - 2月23日）
- 25時，赤坂見（日语：25時、赤坂で）（2024年4月19日 - 6月21日，東京電視台）主演：白崎由岐（與駒木根葵汰雙主演）
  - Season2（2025年10月 - ）
- 95（日语：95 (小説)） 第8話（2024年5月27日，東京電視台）
- My Diary 第1話（2024年10月20日，朝日放送電視台・朝日電視台）飾演：森和馬
- 御上老師 第1話 - 第3話、第5話 - 第7話、最終話（2025年1月19日 - 2月2日、2月16日 - 3月2日、3月23日，TBS）飾演：御上宏太

## 外部連結
- 新原泰佑 - アミューズオフィシャルサイト （页面存档备份，存于）
- 新原泰佑的X（前Twitter）
- 新原泰佑的Instagram帳戶